# Solamen columbianum
Solamen columbianum är en musselart som först beskrevs av Dall 1897.  Solamen columbianum ingår i släktet Solamen och familjen blåmusslor. Inga underarter finns listade i Catalogue of Life.